# ベトナムの人名
本項目ではベトナムの人名、特に主要民族であるキン族の姓名について記述する。なお本項では現代の名はカタカナ表記を、近代以前の名は漢字表記を基本とする。

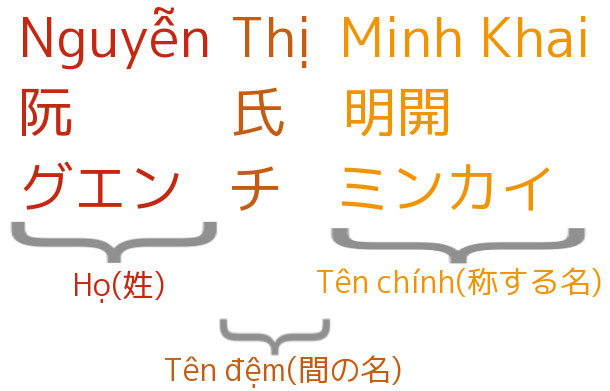
ベトナム人（キン族）の名前は姓・間の名・称する名により構成される

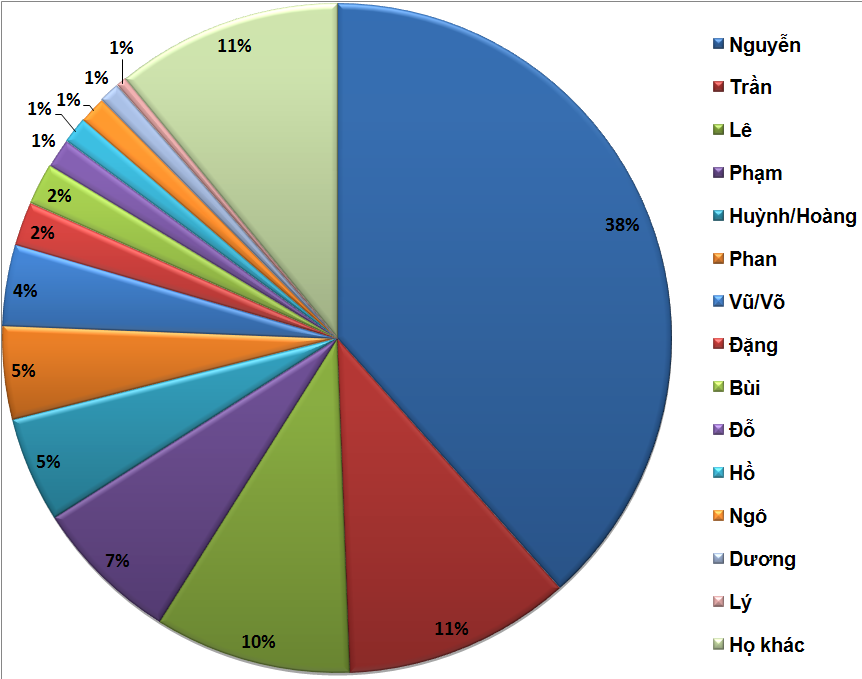
上位10位の姓で人口の85％を占める。
阮(Nguyễn、グエン) 38.41%
陳(Trần、チャン) 11%
黎(Lê、レ) 9.5%
范(Phạm、ファム) 7.1%
黃(Huỳnh/Hoàng、フイン/ホアン) 5.1%
潘(Phan、ファン) 4.5%
武/禹(Vũ/Võ、ヴー/ヴォー) 3.9%
鄧(Đặng、ダン) 2.1%
裴(Bùi、ブイ) 2%
杜(Đỗ、ドー) 1.4%

## 構造
ベトナムは漢字文化圏に属しており、人名も主要民族であるキン族を中心に、漢民族の人名に類似する。婚姻の際は夫婦別姓となり、子は基本的に父の姓を継ぐことが多いが、母の姓を継ぐ子もいる。
典型的な人名は、阮文恵（Nguyễn Văn Huệ、グエン・ヴァン・フエ）のように、漢姓で一音節のHọ（户、姓）と、一音節のTên đệm（𠸛笘、間の名、直訳すると「笘の名」）、一音節のtên chính（𠸛正、称する名）からなる構造である。
名付けに使われる語は必ずしも漢字由来のものに限らず、庶民の間、特に地方や女性では固有語による名付けもかなり存在している。なお、現代ベトナム語の表記（クオック・グー）では、単語区切りでなく音節区切りで分かち書きし、固有名詞は全音節の頭が大文字になる。

### 姓（Họ）
姓は一般的に一音節の漢姓であり、阮(Nguyễn、グエン)、陳(Trần、チャン)、黎(Lê、レ)だけで全体のほぼ60%、范(Phạm、ファム)、黄(Huỳnh/Hoàng、フイン/ホアン)、潘(Phan、ファン)も含めると75%に達する。
姓は複数音節のものも存在する。二音節姓（複姓）の例としては阮朝の大臣・尊室説（Tôn Thất Thuyết 、トン・タット・トゥエット）の「トン・タット」がある。長いものでは、歌手のクイン・ジャオの本名は「グエン・フック・コン・タン・トン・ヌー・ドアン・チャン」（Nguyễn Phước Công Tằng Tôn Nữ Đoan Trang）であり、姓は「グエン・フック・コン・タン・トン・ヌー」（Nguyễn Phước Công Tằng Tôn Nữ、阮福公曾尊女）である。これは阮朝の帝室につながる姓である。
また、子供が両親の姓の両方を名乗ることもある。レ・ホン・フォンとグエン・チ・ミンカイとの娘であり、ベトナム共産党のホーチミン市委員として勤めたレ・グエン・ホン・ミンのような例がある。

### 間の名（Tên đệm）
「間の名」は男性で「ヴァン」（Văn、文）や「バー」（Bá、伯）、女性で「チ（ティ）」（Thị、氏）や「ジェウ」（Diệu、妙）などバリエーションはそう多くはない。過去においては女性の「間の名」はその100％が「チ（ティ）」であった。「間の名」は「称する名」とは一体化しておらず、また中国の輩行字、朝鮮の行列字のような世代の区別に使われることもない。
阮文恵を阮恵（Nguyễn Huệ、グエン・フエ）と通称するように、男性において「間の名」は省略されることがある。また、レ・ズアン（Lê Duẩn、黎筍）のように「間の名」をそもそも持たない例もある。
由緒ある家系では「間の名」が支派の名の区別に使われることがある。この場合支派の名は姓＋間の名で弁別され、世代を超えて継承されるため、時として両者があわせて二音節の姓（中国でいう「複姓」）であるかのように扱われることもある。たとえば黎朝後期の皇帝では黎維邦、黎維潭のように「黎維」が、阮朝の皇帝では、広南国王のころより阮福淍、阮福澍、阮福濶のように「阮福」が受け継がれた。

### 称する名（Tên chính）
「称する名」は通常一音節であり、他の漢字文化圏と同じく、男性であれば「ナム」（Nam、男）、「タン」（Thắng、勝）、「フン」（Hùng、雄）、「チェット」（Triết、哲）など、女性であれば「ハイン」（Hạnh、幸）、「ホア」（Hoa、華、花）、「トー」（Thơ、詩）、「マイ」（Mai、梅）などのジェンダーに適したものが用いられることが多いが、「ビン」（Bình、平）、「ミン」（Minh、明）などの男女どちらでも用いられるものも多い。
二音節の例としてはグエン・チ・ミンカイ（Nguyễn Thị Minh Khai、阮氏明開）のようなものがある。二音節名は女性に多く、その場合は通称において「間の名」が省略されがちである。女性の二音節名としては、「ミン・グォク」（Minh Ngọc、明玉）、「トゥイェット・マイ」（Tuyết Mai、雪梅）など詩的なものが多い。

## 呼称
相手が地位の高い人間であっても、呼称に使うのは姓ではなく「称する名」である。例えば「ゴ・ディン・ジエム大統領」（Ngô Đình Diệm、呉廷琰）は、姓が「ゴ」、間の名が「ディン」、称する名が「ジエム」であるため、「ゴ大統領（Tổng thống Ngô）」ではなく「ジエム大統領（Tổng thống Diệm）」と呼称する。また、この例からわかる通り、「大統領（tổng thống（總統、総統））」「先生（thầy, cô）」「医師（bác sĩ）」のような敬称も姓にではなく称する名に付けられる。
姓を呼称に使うのはきわめて例外的な高い敬意を表すときに限られる。これはホー・チ・ミン（Hồ Chí Minh、胡志明）を「ホーおじさん（Bác Hồ、伯胡）」と、またトン・ドゥック・タン（Tôn Đức Thắng、孫徳勝）を「トンおじさん（Bác Tôn、伯孫）」と呼ぶような場合である。ヴォー・グエン・ザップ将軍（Võ Nguyên Giáp、武元甲）であっても、生前の敬称は「ザップ将軍（Tướng Giáp、将甲）」や「ザップ兄さん（Anh Giáp）」であった。国家英雄等に関しては同様に、ヴォー・チ・サウを「ヴォー・チ・サウ姉さん（Chị Võ Thị Sáu）」と呼ぶような例が見られる（普通に Mr. Ms. であればベトナム語では本来 Anhや Chịではなく、Ông, Bàを用いる）。
実際に身近な人を呼ぶ際は、同年代の友人同士であれば、個人の特徴をつけて「のっぽのナム」「鼻歌のクイン」などのあだ名（Tên Hiệu）で呼ぶ。また同名の男女、たとえば女性のグエン・チ・ビンと男性のグエン・ヴァン・ビンが一緒にいる場では、間の名を含めて女性を「チ・ビン」、男性を「ヴァン・ビン」などと呼び分けることがある。
年齢がある程度異なる相手を直接呼ぶ場合は、兄程度の年上である男性のビンさんなら Anhをつけて「アイン・ビン」、姉程度の年上の女性のビンさんであれば chịをつけて「チ・ビン」。自分の両親より若いくらいの年上で女性ならcôをつけて「コー・ビン」、男性であればchúをつけて「チュー・ビン」。弟や妹程度の年下であれば性別問わずemをつけて「エム・ビン」等々、年齢や立場、関係性によって事細かに変化し、また同時に自分を表す一人称も変化する。
なお、日常生活では「称する名」しか意識せず、姓はほとんど使用する機会がないため、親友同士であっても互いの姓を知らないという例が多い。ただしFacebook等のSNSの普及により、多少は状況が変わりつつある。

## 少数民族の名
ベトナムにはモン・クメール語派やマレー・ポリネシア語派などの非漢字文化民族も多く存在し、それぞれ民族固有の語彙・命名法による名を持つ。中華系であるホア族の名はほぼ漢名であり、「間の名」を持たないことが多い。キン族と言語的に近いムオン族の名はキン族と同様であるが、姓のバリエーションや同姓の占める割合が異なる。

## その他
フランス、アメリカ、ドイツなどの在外ベトナム人では、姓のTrần（チャン、陳）を「トラン」と誤読されたり、Nguyễn（グエン、阮）を「ニューエン」「エンギュイエン」と発音しやすく変えられ、またそのままその発音を受け入れて正式な姓にする事がある。日本語の文献においても（正式な姓となっていなくとも）、「トラン」「ニューエン」「エンギュイエン」と書かれることがある。